# أفونسو سانشيز، لورد ألبوكويركي
أفونسو سانشيز، لورد ألبوكويركي (بالبرتغالية: Afonso Sanches‏) (و. 1289 – 1329 م) هو تروبادور، وشاعر من البرتغال.
توفي في إسكالونا، عن عمر يناهز 40 عاماً.